# Рэйздос

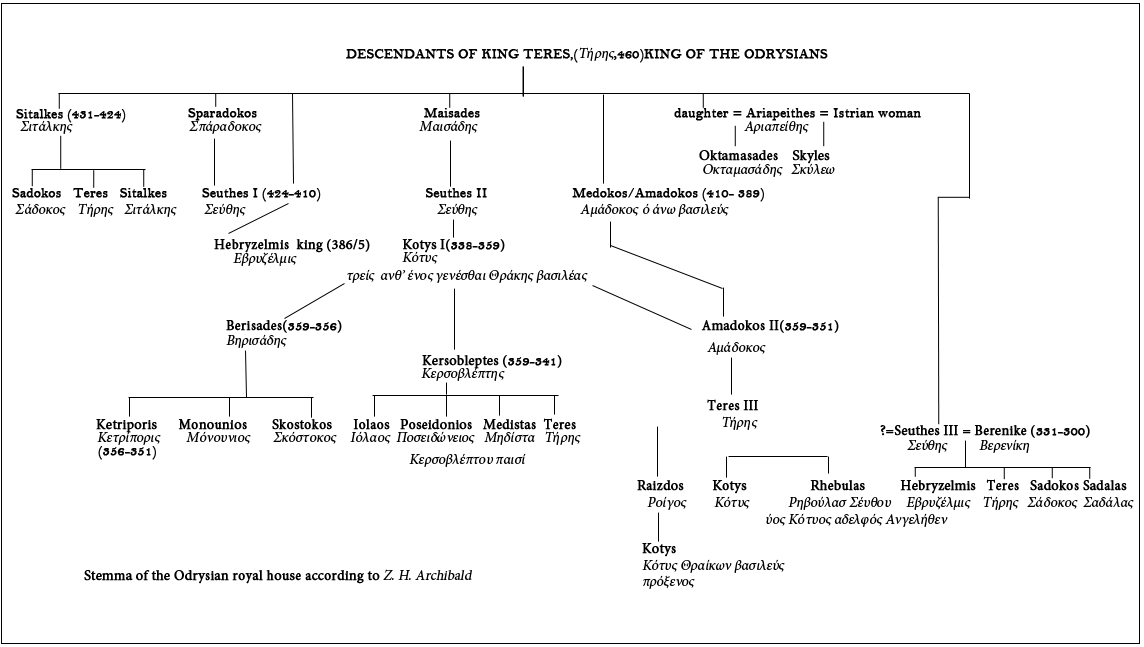
Генеалогия потомков Тереса

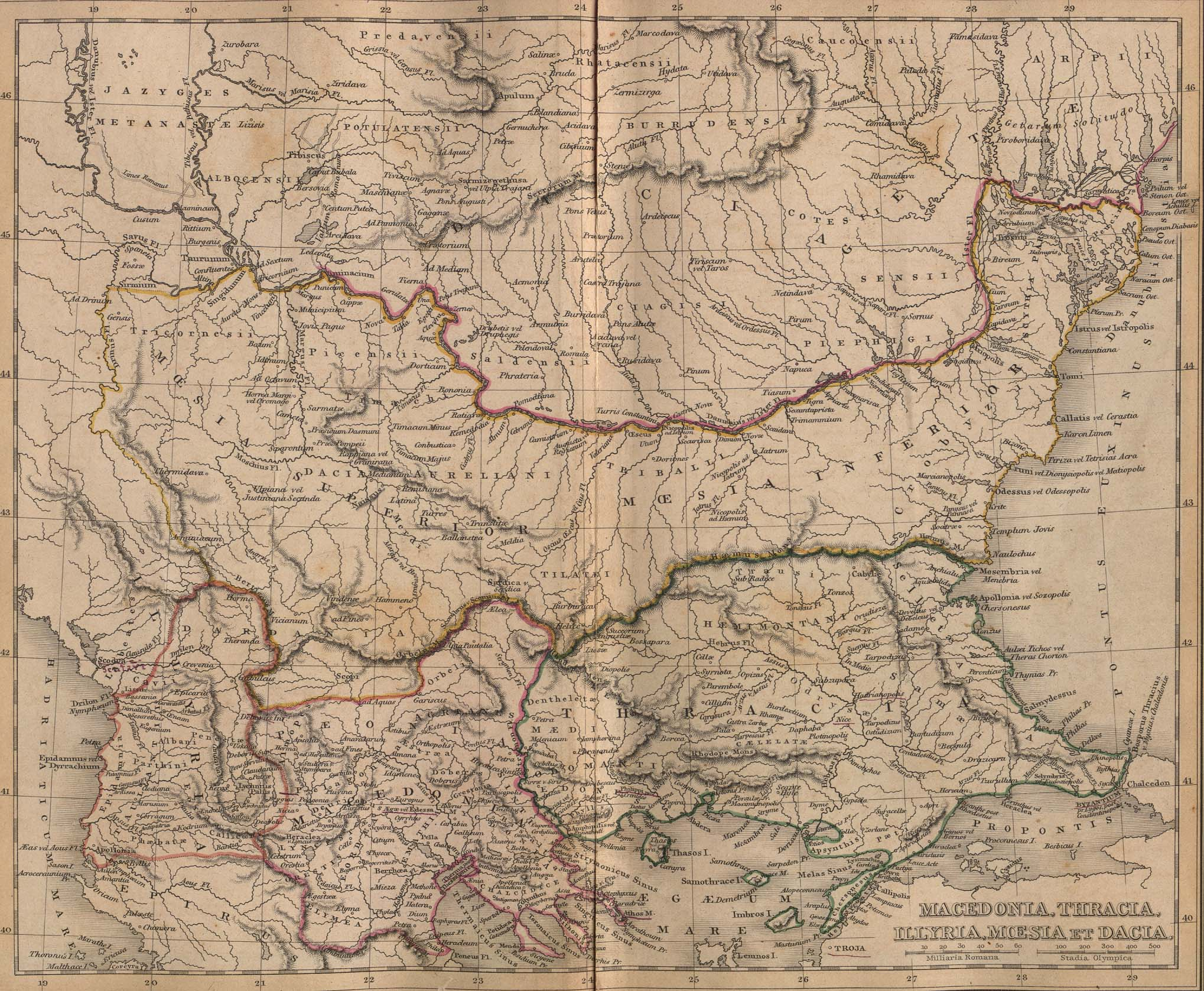
Фракияи соседние территории — Македония, Иллирия, Мёзия, и Дакия — карта из атласа Alexander G. Findlay. Classical Atlas to Illustrate Ancient Geography, New York, 1849.

Рэйздос или Райгос (др.-греч. Ραίζος) — фракийский царь в Одрисском государстве с 280 по 250 год до н. э. Сын царя Котиса II.

## Предыстория
Долгие годы отец и дед Рэйздоса вели войну за независимость Фракии от власти македонян. Частичная независимость была получена после смерти правителя Македонии Лисимаха в 291 году до н. э. и установления власти Птолемея II Керавна в Македонии. Однако одрисские цари все равно вынуждены были признать над собой власть Птолемея II. После окончания войны с Македонией фракийцы столкнулись с новым неприятелем. Это были кельты-галаты, вторгнувшиеся в 281 году до н. э. в Фракию. Когда отец Рэйздоса Котис II попросил помощи у Птолемея, тот отказался помочь, полагая, что кельты и фракийцы ослабят друг друга и будут менее опасны для Македонии. Это была большая ошибка, потому что фракийцы были теперь вынуждены присоединиться к галатам. В 280 год до н. э. была разрушена и сожжена столица Одрисского царства Севтополь, а Котис II погиб. Южная Фракия оказалась разделённой на несколько фракийских государств, а в юго-восточной части Фракии возникло кельтское царство, просуществовавшее до 220 г. до н. э.

## Биография
Рэйздос стал царем Одрисского царства еще в 290 года до н. э. и был соправителем своего отца Котиса II. После нашествия кельтов в 281—279 гг. Рэйздос контролировал лишь земли непосредственно племени одрисов. О царствовании его известно мало.